# Diego Clemente Giménez
Diego Clemente Giménez (Roquetas de Mar, Almería, 7 de enero de 1978) es un político español. Fue diputado de Ciudadanos en el Congreso de los Diputados durante la XI legislatura de España.

## Biografía
Nacido en Almería en 1978, Clemente es arquitecto superior por la Universidad de Granada. Actualmente, es miembro del comité deontológico del Ilustre Colegio Oficial de Arquitectos de Almería.
Ha desarrollado su carrera profesional, principalmente, en los ámbitos de la arquitectura y de las nuevas tecnologías.

## Carrera política
Afiliado a Ciudadanos-Partido de la Ciudadanía desde inicios de 2014, concurrió a las Elecciones Municipales de 2015 como candidato a la alcaldía de Roquetas de Mar, localidad en la que fue elegido concejal.
En julio de 2015, Clemente se presentó a las primarias para encabezar la lista de la formación naranja al Congreso de los Diputados por Almería, resultando elegido candidato tras obtener todos los avales necesarios.
El 20 de diciembre de 2015, tras la celebración de las Elecciones Generales, Clemente fue elegido diputado en el Congreso. Durante la brevísima legislatura, Clemente ejerció de vocal en las comisiones de Igualdad, Seguridad Vial y Movilidad Sostenible y de Estudio del Cambio Climático.